# فرودگاه اومائیتا
فرودگاه اومائیتا (به انگلیسی: Humaitá Airport) (به زبان بومی: Aeroporto de Humaitá) یک فرودگاه همگانی مسافربری با کد یاتا HUW است که یک باند فرود آسفالت دارد و طول باند آن ۱۵۲۰ متر است. این فرودگاه در کشور برزیل قرار دارد و در ارتفاع ۷۰ متری از سطح دریا واقع شده‌است.

## شرکت‌های هواپیمایی و مقصدهای پروازی
No scheduled flights operate at this airport.